# Cardamine trifida
Cardamine trifida är en korsblommig växtart som först beskrevs av Jean-Baptiste de Lamarck och Jean Louis Marie Poiret, och fick sitt nu gällande namn av B.M.G. Jones. Cardamine trifida ingår i släktet bräsmor, och familjen korsblommiga växter. Inga underarter finns listade i Catalogue of Life.